# Paco Cañete
Francisco Cañete García, más conocido como Paco Cañete (Málaga, 9 de junio de 1938-Madrid, 10 de mayo de 2020) fue un periodista deportivo de radio y televisión español.

## Biografía
Nacido en el barrio malagueño de Huelín, desde su infancia, su padre le aficionó a los toros. A la que unió otra de sus grandes aficionesː el fútbol. De hecho, fue socio del Club Deportivo Málaga desde pequeño.
Aunque comenzó estudiando medicina, finalmente se impuso su vocación periodística, que comenzó en 1959, durante la asamblea de los abonados del Club Deportivo Málaga. Allí intervino después del presidente de la entidad, Julío Parres. Posteriormente realizó algunos trabajos periodísticos en Granada y Cádiz.
En los años sesenta, gracias al apoyo de Fernando González, conocido popularmente como Fidelito, comenzó a colaborar con el diario La Tarde, al que siguieronː El Sol de España y Sur.
Su programa de televisión más destacado fue Objetivo deporte. Dicho programa se emitía todos los lunes a las 22:00 horas. En él, Cañete analizaba junto a varios personajes del fútbol malagueño, como Basti, Federico Beltrán, Marcelo Romero o Pedro Luis Gómez la jornada de Liga del Málaga Club de Fútbol y del Club Baloncesto Unicaja Málaga, además de tratar sobre otras disciplinas deportivas.
Falleció a los ochenta y un años el 10 de mayo de 2020.